# Andrzej Bessette
Andrzej Bessette, fr. André Bessette (ur. 9 sierpnia 1845 w Mont-Saint-Grégoire, Quebec w Kanadzie, zm. 6 stycznia 1937 w Montrealu) – kanadyjski zakonnik ze Zgromadzenia Świętego Krzyża (Bracia Krzyża Świętego, CSC), święty Kościoła katolickiego.
Alfred Bessette stracił bardzo młodo rodziców – gdy miał 9 lat jego ojciec zginął w wypadku, a gdy miał 12 lat jego matka zmarła na gruźlicę. W 1874 roku został członkiem Zgromadzenia Świętego Krzyża, gdzie przyjął imię Andrzej. Zmarł mając 91 lat, w opinii świętości.
Beatyfikował go Jan Paweł II 23 maja 1982 roku, a kanonizacji dokonał Benedykt XVI 17 października 2010 roku.

W tym dniu kanonizowani zostali również: Stanisław Kazimierczyk, Kandyda Maria od Jezusa, Maria MacKillop, Julia Salzano, Kamila Baptysta Varano.
Jego wspomnienie liturgiczne obchodzone jest w Kościele katolickim 6 stycznia.